# جان لاتنر
جان ادوارد لاوتنر (به انگلیسی: John Edward Lautner) متولد ۱۹۱۱ در میشیگان، معمار آمریکایی تبار قرن بیستم بود.
او را بخاطر طراحی ساختمانهای با طرحهای عصر فضایی در جنوب کالیفرنیا می‌شناسند.
او شاگرد فرنک لوید رایت بود و در ۱۹۹۴ درگذشت.
منزل باب هوپ را او در پالم اسپرینگز، کالیفرنیا ساخت.